# أريستيد فرانسيسكو
أريستيد فرانسيسكو (بالإيطالية: Aristide Francisco)‏ (15 مارس 1918-10 مارس 1979) كان لاعب كرة قدم محترف ومدربًا إيطاليًا.